# Jerome Jackson
Pour les articles homonymes, voir Jackson.
Jerome Jackson (né en 1898 et mort en 1940 à New York) est un producteur de cinéma et un scénariste américain, connu notamment pour avoir travaillé avec Michael Powell à ses débuts.

## Filmographie
- 1931 : The Star Reporter de Michael Powell : producteur
- 1931 : The Rasp de Michael Powell : producteur
- 1931 : Two Crowded Hours de Michael Powell : producteur
- 1931 : Rynox de Michael Powell : producteur et scénariste
- 1931 : My Friend the King de Michael Powell : producteur
- 1932 : Hotel Splendide de Michael Powell : producteur
- 1932 : His Lordship de Michael Powell : producteur
- 1932 : C.O.D. de Michael Powell : producteur
- 1932 : Born Lucky de Michael Powell : producteur
- 1933 : The Fire Raisers de Michael Powell : scénariste et producteur
- 1934 : Red Ensign de Michael Powell : producteur
- 1934 : The Night of the Party de Michael Powell : producteur
- 1934 : My Song for You de Maurice Elvey : producteur associé
- 1935 : Heat Wave de Maurice Elvey : scénariste et producteur
- 1936 : Hail and Farewell de Ralph Ince : producteur associé
- 1936 : The Phantom Light de Michael Powell : producteur associé
- 1938 : Everything Happens to Me de Roy William Neill : producteur exécutif
- 1938 : They Drive by Night de Arthur B. Woods : producteur exécutif
- 1938 : The Return of Carol Deane d'Arthur B. Woods : producteur exécutif
- 1938 : The Nursemaid Who Disappeared d'Arthur B. Woods : producteur exécutif
- 1940 : L'aventure est commencée (Ten Days in Paris) de Tim Whelan : producteur associé